# Jet (mathématiques)
Pour les articles homonymes, voir Jet.
En mathématiques, un jet est une opération qui, en chaque point de son domaine, associe à une fonction différentiable f un polynôme : la série de Taylor de f tronquée. Bien que ceci soit la définition d'un jet, la théorie des jets considère ces polynômes comme des polynômes formels plutôt que des fonctions polynomiales.
Cet article explore d'abord la notion de jet d'une fonction d'une variable réelle à valeur réelle, suivie d'une discussion de la généralisation à plusieurs variables. Ensuite, il donne une construction rigoureuse des jets et des espaces de jets entre espaces euclidiens. Il conclut par une description des jets entre variétés, et d'une construction intrinsèque de ces jets. Dans ce cadre plus général, il donne un résumé de quelques-unes des applications des jets à la géométrie différentielle et à la théorie des équations différentielles.

## Jets de fonctions entre espaces euclidiens
Avant de donner une définition rigoureuse d'un jet, il est utile d'examiner quelques cas particuliers.

### Exemple: le cas unidimensionnel
Soit {\displaystyle f:{\mathbb {R} }\rightarrow {\mathbb {R} }} une fonction à valeur réelle ayant au moins {\displaystyle k+1} dérivées dans un voisinage {\displaystyle U} du point {\displaystyle x_{0}}. Alors, d'après le théorème de Taylor,
{\displaystyle f(x)=f(x_{0})+f'(x_{0})(x-x_{0})+\cdots +{\frac {f^{(k)}(x_{0})}{k!}}(x-x_{0})^{k}+{\frac {R_{k+1}(x)}{(k+1)!}}(x-x_{0})^{k+1}}
où
{\displaystyle |R_{k+1}(x)|\leq \sup _{x\in U}|f^{(k+1)}(x)|.}
Alors le jet d'ordre k ou k-jet de {\displaystyle f} au point {\displaystyle x_{0}} est, par définition, le polynôme
{\displaystyle (J_{x_{0}}^{k}f)(z)=f(x_{0})+f'(x_{0})z+\cdots +{\frac {f^{(k)}(x_{0})}{k!}}z^{k}.}
Les jets sont normalement considérés comme des polynômes formels de la variable {\displaystyle z} et pas comme de véritables fonctions de cette variable. En d'autres termes, {\displaystyle z} est une variable indéterminée qui permet d'accomplir différentes opérations algébriques sur les jets. En fait, c’est le point de base {\displaystyle x_{0}} qui donne à un jet sa dépendance fonctionnelle. Ainsi, en variant le point de base, un jet donne un polynôme d’ordre au plus {\displaystyle k} en chaque point. Ceci est une différence conceptuelle importante entre les jets et les séries de Taylor tronquées : habituellement une série de Taylor est considérée comme ayant une dépendance fonctionnelle par rapport à sa variable plutôt que par rapport à son point de base. Au contraire, les jets séparent les propriétés algébriques des séries de Taylor de leurs propriétés fonctionnelles. Nous verrons les raisons et les applications de cette séparation plus loin dans l’article.

### Exemple: Applications d’un espace euclidien vers un espace euclidien
Soit {\displaystyle f:{\mathbb {R} }^{n}\rightarrow {\mathbb {R} }^{m}} une fonction d’un espace euclidien vers un autre espace euclidien, au moins (k+1) fois dérivable. Dans ce cas, le théorème de Taylor généralisé affirme que :
{\displaystyle f(x)=f(x_{0})+(Df(x_{0}))\cdot (x-x_{0})+{\frac {1}{2}}(D^{2}f(x_{0}))\cdot (x-x_{0})^{\otimes 2}+\cdots +{\frac {D^{k}f(x_{0})}{k!}}\cdot (x-x_{0})^{\otimes k}+{\frac {R_{k+1}(x)}{(k+1)!}}\cdot (x-x_{0})^{\otimes (k+1)}.}
Alors, le jet d’ordre k de f est par définition le polynôme :
{\displaystyle (J_{x_{0}}^{k}f)(z)=f(x_{0})+(Df(x_{0}))\cdot z+{\frac {1}{2}}(D^{2}f(x_{0}))\cdot z^{\otimes 2}+\cdots +{\frac {D^{k}f(x_{0})}{k!}}\cdot z^{\otimes k}.}

### Exemple: Quelques propriétés algébriques des jets
Il y a deux structures algébriques basiques dont les jets sont porteurs. La première, qui finalement se révèle être la moins importante est la structure de produit. La seconde est celle de la composition des jets.
Si {\displaystyle f,g:{\mathbb {R} }^{n}\rightarrow {\mathbb {R} }} sont deux fonctions à valeurs réelles, alors le produit de leur jet peut être défini de la façon suivante :
{\displaystyle J_{x_{0}}^{k}f\cdot J_{x_{0}}^{k}g=J_{x_{0}}^{k}(f\cdot g)}.
Ici, on a supprimé l’indéterminée z, car il est bien entendu que les jets sont des polynômes formels. Ce produit est simplement le produit ordinaire des polynômes en z, modulo {\displaystyle z^{k+1}}. En d’autres termes, c’est la multiplication dans l’anneau commutatif {\displaystyle {\mathbb {R} }[z]/(z^{k+1})}, où {\displaystyle (z^{k+1})} est l’idéal engendré par les polynômes homogènes d’ordre ≥ k+1.
Considérons maintenant la composition des jets. Pour éviter des détails techniques superflus, nous considérons les jets de fonctions pour lesquelles l’image de l’origine est l’origine. Si {\displaystyle f:{\mathbb {R} }^{m}\rightarrow {\mathbb {R} }^{\ell }} et {\displaystyle g:{\mathbb {R} }^{n}\rightarrow {\mathbb {R} }^{m}} avec f(0)=0 et g(0)=0, alors {\displaystyle f\circ g:{\mathbb {R} }^{n}\rightarrow {\mathbb {R} }^{\ell }}. La composition des jets est définie par
{\displaystyle J_{0}^{k}f\circ J_{0}^{k}g=J_{0}^{k}(f\circ g).}
On vérifie immédiatement en utilisant la règle de dérivation des fonctions composées, que la composition des jets est une opération associative et non-commutative sur l’espace des jets à l’origine.
En fait, la composition des jets d’ordre k n’est rien d’autre que la composition des polynômes modulo l’idéal des polynômes homogènes d’ordre {\displaystyle >k}.
Exemples:
- En dimension 1, soit {\displaystyle f(x)=\log(1-x)} et {\displaystyle g(x)=\sin \,x}. Alors

{\displaystyle (J_{0}^{3}f)(x)=-x-{\frac {x^{2}}{2}}-{\frac {x^{3}}{3}}}
{\displaystyle (J_{0}^{3}g)(x)=x-{\frac {x^{3}}{6}}}
et
{\displaystyle (J_{0}^{3}f)\circ (J_{0}^{3}g)=-\left(x-{\frac {x^{3}}{6}}\right)-{\frac {1}{2}}\left(x-{\frac {x^{3}}{6}}\right)^{2}-{\frac {1}{3}}\left(x-{\frac {x^{3}}{6}}\right)^{3}\ \ ({\hbox{mod}}\ x^{4})}
{\displaystyle =-x-{\frac {x^{2}}{2}}-{\frac {x^{3}}{6}}}

## Définitions rigoureuses des jets en un point d’un espace euclidien
Cette sous-section s’intéresse à deux définitions rigoureuses des jets d’une fonction en un point, suivies d’une discussion sur le théorème de Taylor. Ces définitions s’avèreront utiles plus tard, lors de la définition intrinsèque du jet d’une fonction définie entre deux variétés.

### Définition analytique
La définition suivante utilise une approche analytique pour définir les jets et les espaces de jets. Elle peut être généralisée à des fonctions régulières entre espaces de Banach, à des fonctions analytiques entre des domaines réels ou complexe, à l’analyse p-adique, et à d’autre branches de l’analyse.
Soit l'espace vectoriel {\displaystyle C^{\infty }({\mathbb {R} }^{n},{\mathbb {R} }^{m})} des fonctions régulières {\displaystyle f:{\mathbb {R} }^{n}\rightarrow {\mathbb {R} }^{m}}, soit k un entier positif ou nul, et soit p un point de {\displaystyle {\mathbb {R} }^{n}}. On définit la relation d'équivalence {\displaystyle E_{p}^{k}} sur cet espace de la manière suivante : f et g sont équivalentes jusqu'à l'ordre k si et seulement f et g ont la même valeur en p ainsi que toutes leurs dérivées partielles jusqu'à l'ordre k inclus. En bref, {\displaystyle f\sim g\,\!} au sens de {\displaystyle E_{p}^{k}} si et seulement si {\displaystyle f-g=0} jusqu'à l'ordre k inclus.
L'espace des jets d'ordre k de {\displaystyle C^{\infty }({\mathbb {R} }^{n},{\mathbb {R} }^{m})} en p est par définition l'ensemble des classes d'équivalences de {\displaystyle E_{p}^{k}}, et noté par {\displaystyle J_{p}^{k}({\mathbb {R} }^{n},{\mathbb {R} }^{m})}.
Le jet d'ordre k en p d'une fonction régulière {\displaystyle f\in C^{\infty }({\mathbb {R} }^{n},{\mathbb {R} }^{m})} est par définition la classe d'équivalence de f dans {\displaystyle J_{p}^{k}({\mathbb {R} }^{n},{\mathbb {R} }^{m})}.

### Définition algébro-géométrique
La définition suivante utilise des notions de géométrie algébrique et algèbre commutative pour établir la notion de jet et d'espace de jets. Bien que cette définition ne soit pas particulièrement adaptée en elle-même à une utilisation en géométrie algébrique, puisqu'elle est forgée dans la catégorie régulière, elle peut facilement être adaptée à de tels usages.
Soit {\displaystyle C_{p}^{\infty }({\mathbb {R} }^{n},{\mathbb {R} }^{m})} l'espace vectoriel des germes, en un point p de {\displaystyle {\mathbb {R} }^{n}}, de fonctions régulières {\displaystyle f:{\mathbb {R} }^{n}\rightarrow {\mathbb {R} }^{m}}. Soit {\displaystyle {\mathfrak {m}}_{p}} l'idéal des fonctions qui s'annulent en p. (C'est en fait l'idéal maximal pour l'anneau local {\displaystyle C_{p}^{\infty }({\mathbb {R} }^{n},{\mathbb {R} }^{m})}.) Alors l'ideal {\displaystyle {\mathfrak {m}}_{p}^{k+1}} est l'ensemble des germes de toutes les fonctions qui s'annulent en p jusqu'à l'ordre k inclus. On peut maintenant définir l'espace des jets en p par :
{\displaystyle J_{p}^{k}({\mathbb {R} }^{n},{\mathbb {R} }^{m})=C_{p}^{\infty }({\mathbb {R} }^{n},{\mathbb {R} }^{m})/{\mathfrak {m}}_{p}^{k+1}}
Si {\displaystyle f:{\mathbb {R} }^{n}\rightarrow {\mathbb {R} }^{m}} est une fonction régulière, on peut définir le jet d'ordre k de f en p comme l'élément de {\displaystyle J_{p}^{k}({\mathbb {R} }^{n},{\mathbb {R} }^{m})} donné par :
{\displaystyle J_{p}^{k}f=f\ ({\hbox{mod}}\ {\mathfrak {m}}_{p}^{k+1})}

### Le théorème de Taylor
Indépendamment de la définition des jets, le théorème de Taylor (ou ses diverses généralisations : théorème de Laurent, théorème de Fourier) établit un isomorphisme canonique d'espaces vectoriels entre {\displaystyle J_{p}^{k}({\mathbb {R} }^{n},{\mathbb {R} }^{m})} et {\displaystyle {\mathbb {R} }^{m}[z]/(z^{k+1})}. Et donc dans le contexte euclidien, les jets sont typiquement identifiés, par cet isomorphisme, aux polynômes qui les représentent.

### Espaces de jets d'un point à un point
Nous avons définit l'espace {\displaystyle J_{p}^{k}({\mathbb {R} }^{n},{\mathbb {R} }^{m})} des jets en un point {\displaystyle p\in {\mathbb {R} }^{n}}. Le sous-espace des jets des fonctions f telles que f(p)=q est noté :
{\displaystyle J_{p}^{k}({\mathbb {R} }^{n},{\mathbb {R} }^{m})_{q}=\left\{J^{k}f\in J_{p}^{k}({\mathbb {R} }^{n},{\mathbb {R} }^{m})|f(p)=q\right\}}

## Jets de fonctions entre deux variétés
Si M et N sont deux variétés différentiables, comment peut-on définir le jet d'une fonction {\displaystyle f:M\rightarrow N}? On pourrait penser définir un tel jet en utilisant des cartes locales sur M et N. L'inconvénient d'une telle façon de procéder est que les jets ne peuvent pas être définis de façon équivariante. Les jets ne se transforment pas comme des tenseurs. En fait, les jets de fonctions entre deux variétés appartiennent à un fibré de jets.
Cette section commence en introduisant la notion de jets de fonctions de la droite réelle vers une variété. Elle montre que de tels jets forment un fibré, analogue au fibré tangent, qui est un fibré associé d'un groupe de jets. Elle poursuit en traitant la question de la définition le jet d'une fonction entre deux variétés régulières. Tout au long de cette section, on adopte une approche analytique des jets. Bien qu'une approche algébro-géométrique soit adaptée à de nombreuses autres applications, elle est trop subtile pour être adoptée systématiquement ici.

### Jets de fonctions de la droite réelle vers une variété
Soit M une variété régulière contenant le point p. Nous allons définir les jets de courbes passant par p, ce par quoi nous désignons des fonctions régulières {\displaystyle f:{\mathbb {R} }\rightarrow M} telles que f(0)=p. Nous définissons la relation d'équivalence {\displaystyle E_{p}^{k}} de la façon suivante. Soient f et g deux courbes passant par p. On dit que f et g sont équivalentes à l'ordre k en p s'il existe un voisinage U de p, tel que pour chaque fonction régulière {\displaystyle \varphi :U\rightarrow {\mathbb {R} }}, {\displaystyle J_{0}^{k}(\varphi \circ f)=J_{0}^{k}(\varphi \circ g)}. Notons que ces jets sont bien définis puisque les fonctions composées {\displaystyle \varphi \circ f} et {\displaystyle \varphi \circ g} sont simplement des applications de la droite réelle dans elle-même. Cette relation d'équivalence est parfois appelée un contact d'ordre k entre les courbes en p.
On pose maintenant, par définition, que le jet d'ordre k d'une courbe f en p est la classe d'équivalence de f pour la relation {\displaystyle E_{p}^{k}}. Cette classe est notée {\displaystyle J^{k}\!f\,} ou encore {\displaystyle J_{0}^{k}f}. L'espace des jets d'ordre k est alors l'ensemble des jets d'ordre k en p, noté {\displaystyle J_{0}^{k}({\mathbb {R} },M)_{p}}. C'est un espace vectoriel réel.
Quand p varie dans M, {\displaystyle J_{0}^{k}({\mathbb {R} },M)_{p}} forme un fibré sur M : le fibré tangent d'ordre k, souvent noté TkM dans la littérature, même si cette notation peut parfois engendrer des confusions. Dans le cas où k=1, le fibré tangent de premier ordre est le fibré tangent habituel : T1M=TM.
Pour montrer que TkM est un fibré, il est instructif d'examiner les propriétés de {\displaystyle J_{0}^{k}({\mathbb {R} },M)_{p}} en coordonnées locales. Soit (xi)= (x1, ..., xn) un système de coordonnées locales pour M dans un voisinage U de p. Par un léger abus de notation, on peut considérer (xi) comme un difféomorphisme local {\displaystyle (x^{i}):M\rightarrow \mathbb {R} ^{n}}.
Proposition. Deux courbes f et g passant par p sont équivalentes modulo {\displaystyle E_{p}^{k}} si et seulement si {\displaystyle J_{0}^{k}\left((x^{i})\circ f\right)=J_{0}^{k}\left((x^{i})\circ g\right)} sur un voisinage {\displaystyle U\subset V} de p.
En effet, dans cette proposition le côté seulement si est évident, puisque chacune des n fonctions x1,...,xn est une fonction régulière de M dans {\displaystyle {\mathbb {R} }}. Ainsi, par définition de la relation d'équivalence {\displaystyle E_{p}^{k}}, deux courbes équivalentes doivent satisfaire {\displaystyle J_{0}^{k}(x^{i}\circ f)=J_{0}^{k}(x^{i}\circ g)}.
Inversement, supposons que φ est une fonction régulière à valeur réelle définie sur M dans un voisinage de p. Puisque chaque fonction régulière a une expression en coordonnées locales, φ peut être exprimé comme une fonction de ces coordonnées. En particulier, si Q est un point de M près de p, alors
{\displaystyle \varphi (Q)=\psi (x_{1}(Q),\dots ,x_{n}(Q))}
pour une fonction ψ de n variables réelles à valeur réelle. Et donc, pour deux courbes f et g passant par p, on a
{\displaystyle \varphi \circ f=\psi (x_{1}\circ f,\dots ,x_{n}\circ f)}
{\displaystyle \varphi \circ g=\psi (x_{1}\circ g,\dots ,x_{n}\circ g)}
Maintenant, la règle de dérivation des fonctions composées permet de démontrer le côté si de la proposition. Par exemple, si f et g sont des fonctions de la variable réelle t, alors
{\displaystyle \left.{\frac {d}{dt}}\left(\psi \circ f\right)(t)\right|_{t=0}=\sum _{i=1}^{n}\left.{\frac {d}{dt}}(x_{i}\circ f)(t)\right|_{t=0}\ (D_{i}\psi )\circ f(0)}
qui est égal à la même expression évaluée en g au lieu de f, en se souvenant que f(0)=g(0)=p et que f ont un contact g d'ordre k dans le système de coordonnées (xi).
Ainsi l'espace TkM admets localement une structure de fibré trivial au voisinage de chaque point. Maintenant, afin de prouver que cet espace est en fait un fibré, il suffit de prouver qu'il a des fonctions de transition régulière pour un changement de variable. Soit {\displaystyle (y^{i}):M\rightarrow {\mathbb {R} }^{n}} un autre système de coordonnées et soit {\displaystyle \rho =(x^{i})\circ (y^{i})^{-1}:{\mathbb {R} }^{n}\rightarrow {\mathbb {R} }^{n}} le difféomorphisme de l'espace euclidien dans lui-même associé au changement de coordonnées. Grâce à une transformation affine de {\displaystyle {\mathbb {R} }^{n}}, on peut supposer, sans perte de généralité que ρ(0)=0. Avec cette hypothèse, il suffit de prouver que {\displaystyle J_{0}^{k}\rho :J_{0}^{k}({\mathbb {R} }^{n},{\mathbb {R} }^{n})\rightarrow J_{0}^{k}({\mathbb {R} }^{n},{\mathbb {R} }^{n})} est une transformation inversible pour la composition des jets. (Voir aussi les groupes de jets.) Mais puisque ρ est un difféomorphisme, {\displaystyle \rho ^{-1}} est aussi une application régulière. Donc,
{\displaystyle I=J_{0}^{k}I=J_{0}^{k}(\rho \circ \rho ^{-1})=J_{0}^{k}(\rho )\circ J_{0}^{k}(\rho ^{-1})}
ce qui montre que {\displaystyle J_{0}^{k}\rho } est régulière (Qu'elle soit infiniment différentiable resterait à prouver).
Intuitivement, ceci veut dire que le jet d'une courbe passant par p peut être exprimé par les termes de sa série de Taylor en coordonnées locale sur M.
Exemples en coordonnées locales:
- Ainsi qu'indiqué précédemment, le jet d'ordre 1 d'une courbe passant par p est un vecteur tangent. Un vecteur tangent en p est un opérateur différentiel du premier ordre agissant sur des fonctions à valeur réelles régulières en p. En coordonnées locales, chaque vecteur tangent a la forme

{\displaystyle v=\sum _{i}v^{i}{\frac {\partial }{\partial x^{i}}}}
Pour un tel vecteur tangent v, soit f la courbe donnée système de coordonnées xi par {\displaystyle x^{i}\circ f(t)=tv^{i}}. Si φ est une fonction régulière dans un voisinage de p avec φ(p)=0, alors
{\displaystyle \varphi \circ f:{\mathbb {R} }\rightarrow {\mathbb {R} }}
est une fonction à valeur réelle d'une seule variable dont le jet d'ordre 1 est donné par
{\displaystyle J_{0}^{1}(\varphi \circ f)(t)=tv^{i}{\frac {\partial f}{\partial x^{i}}}(p)}.
ce qui prouve que l'on peut naturellement identifier les vecteurs tangent en un point avec les jets d'ordre 1 des courbes passant par ce point.
- L'espace des jets d'ordre 2 des courbes passant par un point.

Dans un système de coordonnées locales noté xi centré en un point p, on peut exprimer le polynôme de Taylor du deuxième ordre d'une courbe f(t) par
{\displaystyle x^{i}(t)=t{\frac {dx^{i}}{dt}}(0)+{\frac {t^{2}}{2}}{\frac {d^{2}x^{i}}{dt^{2}}}.}
Ainsi dans le système de coordonnées x, le jet d'ordre 2 d'une courbe passant par p est identifié à une liste de nombres réels {\displaystyle ({\dot {x}}^{i},{\ddot {x}}^{i})}. Comme pour le vecteur tangent ( jet d'ordre 1 d'une courbe ) en un point, les jets d'ordre 2 des courbes obéissent à une loi de transformation sous l'action des fonctions de transition de système de coordonnées.
Soit (yi) un autre système de coordonnées. En appliquant la règle de dérivation des fonctions composées,
{\displaystyle {\frac {d}{dt}}y^{i}(x(t))={\frac {\partial y^{i}}{\partial x^{j}}}(x(t)){\frac {dx^{j}}{dt}}(t)}
{\displaystyle {\frac {d^{2}}{dt^{2}}}y^{i}(x(t))={\frac {\partial ^{2}y^{i}}{\partial x^{j}\partial x^{k}}}(x(t)){\frac {dx^{j}}{dt}}(t){\frac {dx^{k}}{dt}}(t)+{\frac {\partial y^{i}}{\partial x^{j}}}(x(t)){\frac {d^{2}x^{j}}{dt^{2}}}(t)}
Et donc la loi de transformation est obtenue en évaluant ces deux expressions en t=0.
{\displaystyle {\dot {y}}^{i}={\frac {\partial y^{i}}{\partial x^{j}}}(0){\dot {x}}^{j}}
{\displaystyle {\ddot {y}}^{i}={\frac {\partial ^{2}y^{i}}{\partial x^{j}\partial x^{k}}}(0){\dot {x}}^{j}{\dot {x}}^{k}+{\frac {\partial y^{i}}{\partial x^{j}}}(0){\ddot {x}}^{k}.}
On remarque que la loi de transformation pour les jets d'ordre 2 est du deuxième ordre en les fonctions de transition du système de coordonnées.

### Jets de fonctions d'une variété vers une variété
Nous sommes maintenant prêts à définir le jet d'une fonction d'une variété vers une variété.
Soient M et N deux variétés régulières. Soit p un point de M. On considère l'espace {\displaystyle C_{p}^{\infty }(M,N)} des applications régulières {\displaystyle f:M\rightarrow N} définies dans un voisinage de p. On définit la relation d'équivalence {\displaystyle E_{p}^{k}} sur {\displaystyle C_{p}^{\infty }(M,N)} comme suit : deux applications f et g sont dites équivalentes si, pour toute courbe γ passant par p (par convention, il s'agit donc d'une application {\displaystyle \gamma :{\mathbb {R} }\rightarrow M} telle que {\displaystyle \gamma (0)=p}), on a {\displaystyle J_{0}^{k}(f\circ \gamma )=J_{0}^{k}(g\circ \gamma )} sur un voisinage de 0.
L'espace des jets {\displaystyle J_{p}^{k}(M,N)} est alors, par définition, l'espace des classes d'équivalences de {\displaystyle C_{p}^{\infty }(M,N)} modulo la relation d'équivalence {\displaystyle E_{p}^{k}}. Remarquons que, puisque l'espace cible N n'a pas nécessairement de structure algébrique, {\displaystyle J_{p}^{k}(M,N)} non plus. Ceci est, en fait, en contraste avec le cas des espaces euclidiens.
Si {\displaystyle f:M\rightarrow N} est une fonction régulière définie au voisinage de p, alors, par définition, le jet d'ordre k de f en p, {\displaystyle J_{p}^{k}f}, est la classe d'équivalence de f modulo {\displaystyle E_{p}^{k}}.

## Jets de sections
Cette sous-section traite de la notion des jets de section locales d'un fibré vectoriel. Presque chaque point de cette section peut être généralisé mutatis mutandis au cas d'une section locale d'un fibré, d'un fibré de Banach sur une variété de Banach, d'un fibré, ou d'un faisceau quasi-cohérent sur un schéma. De plus cette liste d'exemples de généralisations possibles n'est pas exhaustive.
Soit E un fibré vectoriel régulier de dimension finie sur une variété M, ayant pour projection {\displaystyle \pi :E\rightarrow M}. Alors les sections de E sont des fonctions régulières {\displaystyle s:M\rightarrow E} telles que {\displaystyle \pi \circ s} est l'automorphisme identité de M. Le jet d'une section s au voisinage d'un point p est simplement le jet en p de cette fonction régulière de M dans E.
L'espace des jets de sections en p est noté {\displaystyle J_{p}^{k}(M,E)}. Bien que cette notation puisse prêter à confusion avec l'espace plus général des jets de fonctions entre deux variétés, typiquement, le contexte élimine de telles ambiguïtés.
Contrairement aux jets de fonctions d'une variété dans une autre variété, l'espace des jets de sections en p hérite de la structure d'espace vectoriel des sections elles-mêmes. Quand p varie dans M, l'espace des jets {\displaystyle J_{p}^{k}(M,E)} forme un fibré vectoriel sur M, le fibré des jets d'ordre k de E, noté Jk(E).
- Exemple: Le fibré des jets d'ordre 1 du fibré tangent.

On travaille en coordonnées locales en un point. Soir un champ de vecteurs
{\displaystyle v=v^{i}(x)\partial /\partial x^{i}}
dans un voisinage de p dans M. Le jet d'ordre 1 de v est obtenu en prenant le polynôme de Taylor d'ordre 1 des coefficients du champ de vecteurs:
{\displaystyle v^{i}(x)=v^{i}(0)+x^{j}{\frac {\partial v^{i}}{\partial x^{j}}}(0)=v^{i}+v_{j}^{i}x^{j}.}
Dans le système de coordonnées en x, le jet d'ordre 1 en un point peut être identifié à une liste de nombres réels {\displaystyle (v^{i},v_{j}^{i})}. De la même manière, un vecteur tangent en un point peut être identifié avec la liste (vi), soumise à une loi de transformation pour un changement de système de coordonnées. Il reste à savoir comment cette liste {\displaystyle (v^{i},v_{j}^{i})} est affectée par un changement de système de coordonnées.
Considérons donc cette loi de transformation en passant à un autre système de coordonnées yi. Soient wk les coefficients du champ de vecteur v dans le système de coordonnées y. Alors dans ce système, le jet d'ordre 1 de v est une nouvelle liste de réels {\displaystyle (w^{i},w_{j}^{i})}. Puisque
{\displaystyle v=w^{k}(y)\partial /\partial y^{k}=v^{i}(x)\partial /\partial x^{i},}
il s'ensuit que
{\displaystyle w^{k}(y)=v^{i}(x){\frac {\partial y^{k}}{\partial x^{i}}}(x).}
Ainsi
{\displaystyle w^{k}(0)+y^{j}{\frac {\partial w^{k}}{\partial y^{j}}}(0)=\left(v^{i}(0)+x^{j}{\frac {\partial v^{i}}{\partial x^{j}}}\right){\frac {\partial y^{k}}{\partial x^{i}}}(x)}
En développant la série de Taylor, on a
{\displaystyle w^{k}={\frac {\partial y^{k}}{\partial x^{i}}}(0)v^{i}}
{\displaystyle w_{j}^{k}=v^{i}{\frac {\partial ^{2}y^{k}}{\partial x^{i}\partial x^{j}}}+v_{j}^{i}{\frac {\partial y^{k}}{\partial x^{i}}}.}
On remarque que la loi de transformation est du second ordre en les fonctions de transitions du système de coordonnées.